# 吉隆箭竹
吉隆箭竹（学名：Fargesia gyirongensis）为禾本科箭竹属下的一个种。

## 扩展阅读
- 維基物種上的相關：吉隆箭竹